# Pisco sour
Le pisco sour est un cocktail et une boisson alcoolisée typique de la cuisine péruvienne et chilienne à base de pisco et de jus de citron vert. Le nom de cette boisson provient à la fois de pisco, l'alcool utilisé, et de sour, mot anglais en référence à l'acidité  du citron vert utilisé avec une partie  de l'écorce dans le blender.
Le Chili et le Pérou considèrent tous deux le pisco sour comme leur boisson nationale, et chacun revendique la paternité du pisco, l'alcool à la base du cocktail. Les recettes diffèrent cependant en fonction du pays.
Bien que la préparation de boissons mixtes à base de pisco remonte possiblement aux années 1700, les historiens et les experts en boissons s'accordent à dire que le cocktail tel qu'on le connaît aujourd'hui a été inventé au début des années 1920 à Lima, la capitale du Pérou, par le barman américain Victor Vaughen Morris. Morris a quitté les États-Unis en 1903 pour travailler à Cerro de Pasco, une ville du centre du Pérou. En 1916, il ouvre le Morris' Bar à Lima, et son saloon devient rapidement un endroit populaire pour la classe supérieure péruvienne et les étrangers anglophones. Les plus anciennes mentions connues du pisco sour se trouvent dans des publicités de journaux et de magazines, datant du début des années 1920, pour Morris et son bar, publiées au Pérou et au Chili. Le pisco sour a subi plusieurs modifications jusqu'à ce que Mario Bruiget, un barman péruvien travaillant au Morris' Bar, crée la recette péruvienne moderne du cocktail à la fin des années 1920 en ajoutant des amers d'Angostura (bitters) et des blancs d'œufs au mélange.

## Histoire

### Origine

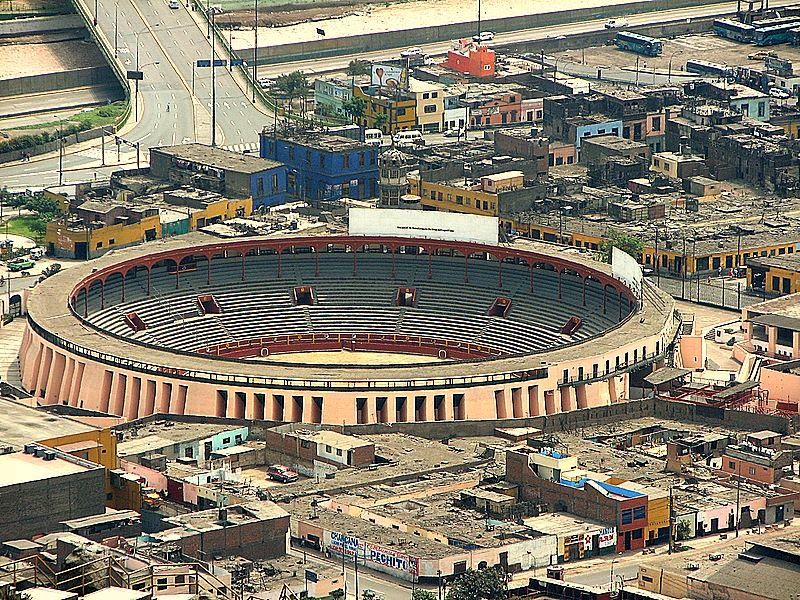
La Plaza de Acho (Lima), les plus vieilles arènes d'Amérique, où la boisson du pisco sour était vendue.

Les premières vignes ont été apportées au Pérou après la conquête du pays par les Espagnols au XVIe siècle. Les chroniqueurs espagnols de l'époque constatèrent que la première vinification en Amérique du Sud s'opéra dans l'hacienda Marcahuasi de Cuzco. Les vignobles les plus grands et renommés des XVIe et XVIIe siècles étaient établis dans la région d'Ica au centre-sud du Pérou,. Dans les années 1540, Bartolomé de Terrazas et Francisco de Carabantes plantèrent des vignes au Pérou. Francisco de Carabantes établit aussi des vignes à Ica, là où les Espagnols originaires d’Andalousie et d'Estrémadure introduisirent le vin au Chili.
Au XVIe siècle déjà, les colons espagnols au Chili et Pérou produisent de l'aguardiente distillé à partir de vin fermenté,. Tout du moins jusqu'en 1764, l'aguardiente péruvien été surnommé pisco d'après Pisco, son port maritime, ; l'usage du nom pisco pour aguardiente se diffusa ensuite au Chili. Le droit de produire et de commercialiser le pisco, encore réalisé au Pérou et au Chili, est sujet à ce jour à des disputes entre les deux pays.
Le pisco sour trouve ses origines vers le XVIIIe siècle dans la vice-royauté du Pérou, où l'on aurait fait un mélange de pisco et de citrons près de la Plaza de Acho. Plus tard, Duncan Nicol inventa le Pisco punch, mélange de pisco, de jus de citron et d'ananas au bar Exchange Bank à San Francisco, en Californie.
Les premières références au Pisco sour apparaissent en 1928, dans une note de promotion du Bar Morris à Lima, capitale du Pérou, et une autre en 1934 dans le roman La Chica del crillón du chilien Joaquín Edwards Bello.

### Au Pérou

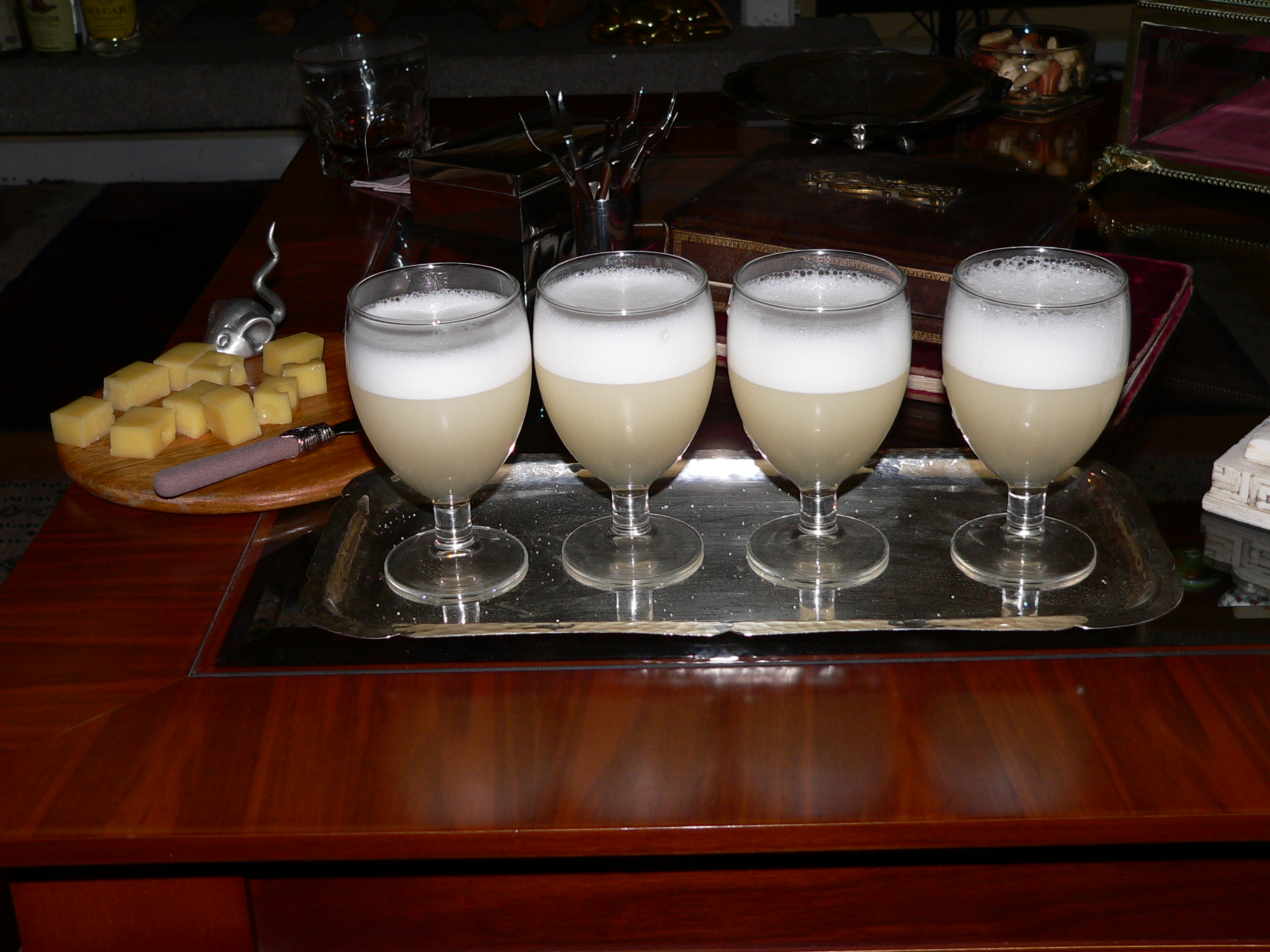
Pisco sour péruvien.

L'histoire du pisco chilien remonte au XVIe siècle, à l'époque de la domination espagnole, ce qui a permis de consolider les bases de son émergence dans le Royaume du Chili aux alentours du XVIIe siècle. Il s'agit d'une boisson spiritueuse qui fait partie de la gastronomie chilienne, avec une production nationale de plus de 100 millions de litres par an, largement consommée par sa population, avec une consommation estimée à 2,2 litres par habitant et par an, et d'un produit d'exportation, dont les principales destinations sont les États-Unis, l'Argentine et plusieurs pays européens.
Le cocktail est réputé être originaire de Lima, où il aurait été inventé au début des années 1920 par Victor Vaughen Morris, barman américain. Victor Vaughen Morris quitta les États-Unis en 1903 pour travailler à Cerro de Pasco, une ville du centre du Pérou,. En 1916, il ouvre le Morris' Bar à Lima, qui devient un endroit populaire auprès de la classe supérieure péruvienne et des étrangers parlant fréquemment l'anglais,,. Le pisco sour subit plusieurs changements jusqu'à ce que Mario Bruiget, un barman péruvien travaillant au Morris' Bar, crée la recette péruvienne actuelle du cocktail dans la deuxième partie des années 1920 en ajoutant de l'Angostura bitters et des blancs d’œufs dans le mélange.
Bien que le pisco du Pérou soit produit à partir de la fin du XVIe siècle, le cocktail appelé pisco sour n'est apparu au Pérou que dans les années 1920, au Morris' Bar, 847 rue Boza, dans le centre-ville de Lima, où il est proposé comme une nouveauté, sur la base du whisky sour. Il y aurait été créé par les bartenders péruviens Alfonso Bregoye, Alberto Cabrera et Graciano Mezarina. D'autre part, José Antonio Schiaffino soutient, dans L'Origine du Pisco sour, que l'inventeur de la formule a été le Californien Victor V. Morris, propriétaire du Morris Bar, qui a ouvert ses portes en 1915 et a cessé d'exister en 1933.
Cette boisson a été créée en ajoutant plusieurs autres ingrédients à la tradition anglaise du sour, pour équilibrer l'acidité du citron vert. Depuis, ce cocktail s'est largement diffusé, non seulement au Pérou, mais aussi dans d'autres pays, où il est arrivé via des restaurants péruviens.
Dans Lima, la ville des vice-rois, un guide de Lima publié dans les années 1928 - 1929 et écrit par Cipriano de Lagos, on trouve une note sur le Morris' Bar, mentionnant le pisco sour comme l'une de ses spécialités : 

« Victor V. Morris — Morris Bar : Importe tous types de vins, liqueurs, bières, etc., dont il a une sélection des plus grandes marques. Ce bar est devenu célèbre pour la préparation de ses délicieux pisco sour et whiskey sour, cocktails, etc., pour lesquels il utilise les liqueurs authentiques. 
Adresse: Lima, rue de Boza n ° 847. Tel. Nº 2235. »

— Lagos, Cipriano A.
À Lima, les meilleurs hôtels de l'époque l'imitèrent, et ainsi le pisco sour arriva à l'Hôtel Maury, à l'angle de l'Ucayali et Carabaya, ainsi qu'à l'Hôtel Bolivar, sur la Place San Martín, à l'intersection avec l'avenue Colmena. On raconte aussi que les barmen du Bar Morris diffusèrent la recette dans les hôtels du centre de la capitale. En outre, la création du pisco sour dans sa formulation actuelle est attribuée à l'Hôtel Maury.
D'autre part, Luciano Revoredo, suivant les hypothèses de Guillermo Toro Lira sur l'origine du pisco sour, qui serait antérieure au Morris' Bar, décrit dans son œuvre qu'il est fait mention dans le journal Mercurio peruano, de la préparation du pisco avec du citron au XVIIIe siècle à Lima, à la suite de l'interdiction de la vente d'alcool à cause des combats que cela engendrait vers la Plaza de Toros de Acho dans cette ville. Ce journal relate que c'est là qu'on inventa un produit nommé Punche, vendu par les esclaves et préparé à base de pisco et de citron; selon Revoredo, cette boisson pourrait être un précurseur du « pisco punch ».
En 2003, le gouvernement péruvien a émis une directive visant à encourager la consommation locale et internationale. Ainsi, les comptes de dépenses sur les achats d'alcool de tous les services de l'État, de ses représentations diplomatiques et consulaires auprès des organisations internationales, doivent comprendre cinquante pour cent d'achat de pisco et cinquante pour cent d'achat d'autres spiritueux. L'enthousiasme des producteurs locaux de pisco pour cette mesure a été telle que l'augmentation de la production a été remarquable. De même, les invitations officielles ne comportent plus la mention classique « cocktail d'honneur » ou « vin d'honneur », mais « pisco d'honneur ».
Une résolution ministérielle 161-2004-PRODUIT, en date du 22 avril 2004, a institué que « le premier samedi de février de chaque année, [serait] le jour du pisco sour, au niveau national »,, en remplacement du 8 février qui était férié.
Le 18 octobre 2007, l'Institut national de la culture du Pérou (INC) a déclaré le pisco sour Patrimoine Culturel de la nation, fondé sur la Convention pour la sauvegarde du patrimoine culturel immatériel de l'UNESCO, la loi générale du patrimoine culturel de la nation et la directive sur la reconnaissance et les déclarations de l'actualité culturelle du patrimoine culturel.
Le Pérou célèbre les vacances du premier samedi de février en l'honneur du cocktail[réf. nécessaire].

### Au Chili

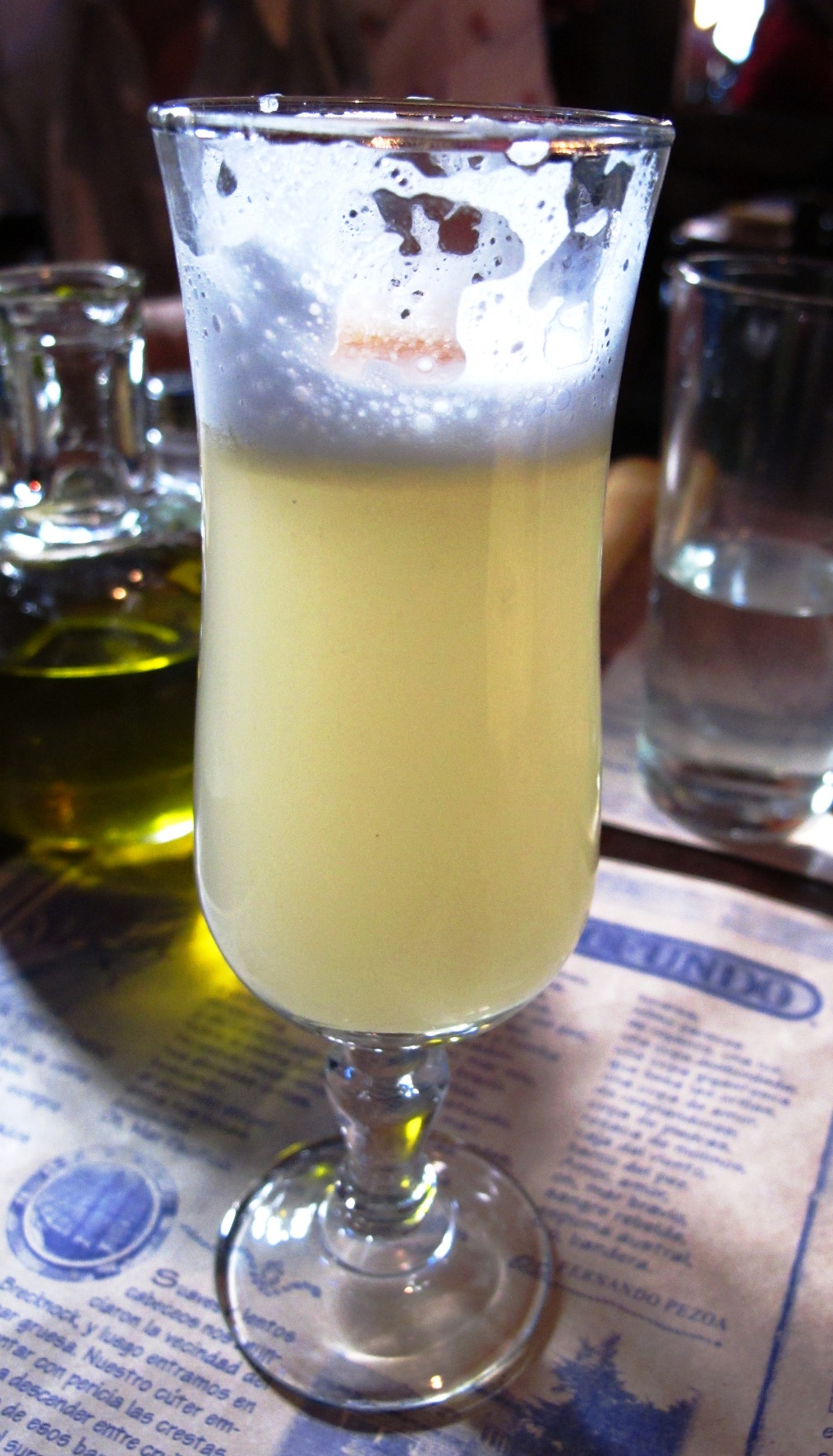
Pisco sour du Chili.

Au Chili, le folkloriste Oreste Plath attribua l'invention de la boisson à Elliot Stubb, un steward anglais travaillant sur un navire nommé le Sunshine, qui a prétendument mixé du jus de citron, du sirop et des glaçons afin de créer en 1872 le cocktail dans un bar situé dans la ville portuaire d'Iquique, qui à l'époque faisait partie du Pérou,. Indépendamment, la source initiale citée par Oreste Plath attribue à Elliot Stubb l'invention du whiskey sour et non pas du pisco sour. La mention la plus ancienne connue à ce jour du pisco sour provient d'un magazine datant de 1921, attribuant à Victor Vaughen Morris la paternité du cocktail et une publicité de 1924 pour le Morris' Bar publiée sur le port de Valparaíso.
En 1934, l'écrivain chilien Joaquín Edwards Bello, dans son roman La Chica del crillón publié l'année suivante, mentionne une boisson appelée pisco sour, ou rotting-sour, composé de citrons et de pisco, que boivent des personnages de la pièce[réf. souhaitée].
Oreste Plath, dans la publication El Santiago que se fue : Apuntes de la memoria en 1997, indique que sur la place  se trouvaient « les Establecimientos Orient, avec rôtisserie, salon de thé et restaurant, et là-bas le bar « El Bar Oriente » était un lieu de rendez-vous, de réunion, de la mi-journée et de l'après-midi, de bons vins et de spiritueux, pisco sour, les gousses et Tom Collins », et qu'au deuxième étage se trouvait le restaurant où servaient « les maîtres Lucho Moxia et Lucho Riffo. » Oreste Plath ne mentionne pas de dates, mais il est connu que Los Establecimientos Oriente, furent exploités dans les années 1960.
Depuis ces dernières années, le Chili a commencé la commercialisation industrielle de pisco sour, en mettant en bouteille à grande échelle. La réglementation chilienne le définit comme le cocktail produit et embouteillé dans les régions d'Atacama et de Coquimbo, préparé avec du pisco chilien, du jus de citron ou un arôme naturel de citron, et pouvant contenir également des additifs autorisés, tels que stabilisants, épaississants, émulsifiants, opacifiants et colorants (article 58 du décret no 28 de 1986, du Ministère de l'Agriculture). Son degré d'alcool doit être au moins de 12° et le contenu minimum d'impuretés de 2,5 grammes par litre. Cette législation accepte que dans sa forme industrielle, la boisson soit préparée avec du jus ou de parfums naturels d'agrumes autres que le citron, mais dans ce cas, le produit doit être appelé pisco sour, suivi du nom du fruit concerné.

## Recette péruvienne
La recette classique de cette boisson traditionnelle de la cuisine du Pérou[réf. nécessaire] : 
- trois onces de pisco
- une once de jus de citron vert (pour donner l'acidité)
- une once de sirop
- un blanc d'œuf
- six glaçons
- une ou deux gouttes d'Angostura bitters.

Ce mélange doit être agité dans un shaker jusqu'à l'obtention d'un mélange homogène. Les gouttes d'Angostura bitters sont décoratives.
Si on utilise un mixeur, les ingrédients doivent être mixés pendant une minute, sauf l'œuf ; quand le mélange des premiers ingrédients est prêt, ajoutez le blanc d'œuf et mixez cinq secondes de plus.
Cette recette de pisco sour peut faire appel à un pisco « pur » (« puro ») (utilisant un seul cépage, tel que le quebranta), un pisco « mélangé » (« acholado »), ou encore un pisco « mosto verde » (dans lequel le processus de fermentation est interrompu, ce qui permet d'obtenir un pisco plus velouté).

## Recette selon l'IBA
Recette selon l'International Bartenders Association (IBA) :
- 6 cl de pisco
- 2 cl de sirop de sucre simple
- 3 cl jus de citron jaune
- 1 blanc d’œuf
- Mélanger les ingrédients avec de la glace dans un shaker
- Quelques gouttes d'Angostura bitters sur le dessus

## Pisco basilic
Par Enrique Prado Gamboa du bar La Higuera à Barcelone pour la Journée de la Chartreuse 2018.
- 5cl  de pisco

- 2,5cl de Chartreuse verte

- 1,5 cl de liqueur de fleur de sureau[29]

- 2 cl de jus de citron vert

- 1 cl de sucre liquide

- 1,5cl de blanc d'œuf

- 8 feuilles de basilic